# San Antonino Monte Verde
San Antonino Monte Verde es una localidad del estado mexicano de Oaxaca. Es cabecera del municipio de San Antonino Monte Verde.

## Demografía
| Censo | Población |
| ----- | --------- |
| 1900  | 803       |
| 1910  | 1407      |
| 1921  | 1701      |
| 1930  | 2274      |
| 1940  | 1100      |
| 1950  | 1298      |
| 1960  | 674       |
| 1970  | 847       |
| 1980  | 907       |
| 1990  | 1021      |
| 1995  | 845       |
| 2000  | 905       |
| 2005  | 1002      |
| 2010  | 873       |
| 2020  | 1180      |